# حرية الدين في سنغافورة
يضمن الدستور في سنغافورة حرية الدين. على أي حال، تقيّد حكومة سنغافورة هذا الحق في بعض الظروف. قيّدت الحكومة شهود يهوه ومنعت كنيسة التوحيد. لا تتسامح الحكومة مع الخطاب أو الأفعال التي التي تؤثر سلبًا على التناغم العرقي أو الديني.

## الديمغرافية الدينية
تملك سنغافورة مساحة 270 ميل مربع (700 كم مربع) وإجمالي عدد سكان 5.31 مليون (وذلك في يوليو 2013)، من بينهم 3.4 مليون مواطن أو مقيم دائم. بحسب استبيان أجرته الحكومة عام 2000، فإن 85% من المواطنين والمقيمين الدائمين يعتنقون ببعض الإيمان الديني. من بين هذه المجموعة، يمارس 51% البوذية، أو الطاوية، أو تبجيل الأموات (عبادة الأسلاف)، أو ممارسات دينية أخرى ترتبط تقليديًا بالسكان ذوي العرق الصيني. نحو 15% من السكان مسلمين، و15% مسيحيين، و4% هندوس. يتكوّن القسم الباقي من ملحدين، ولا أدريين، وأتباع ديانات أخرى تتضمن السيخين، واليهود، والزرادشتيين، ومجتمعات جين. من بين المسيحيين، الذين يكون أغلبهم ذوو عرق صيني، يفوق عدد البروتستانت الكاثوليك الروم بأكثر من 2 إلى 1 بقليل.[بحاجة لمصدر]
نحو 77.8% من السكان ذوو عرق صيني، و14% ذوو عرق مالاوي، و7% ذوو عرق هندي. يكون كل ذوي العرق المالاوي تقريبًا مسلمين، ومعظم ذوي العرق الهندي هندوس. يقسم السكان ذوو العرق الصيني إلى بوذيين، وطاويين، ومسيحيين أو يكونون لا دينيين.
المبشرين الأجانب نشيطون في هذه الدولة.

## حالة الحرية الدينية

### الإطار القانوني والسياسي
يدعم الدستور حرية الدين، على أي حال، تقيّد الحكومة هذا الحق في بعض الظروف. ينص الدستور أن لكل مواطن أو شخص في هذه الدولة حق دستوري بأن يعتنق أو يمارس أو ينشر اعتقاده الديني طالما أن هذه النشاطات لا تخرق أي قوانين متعلقة بالنظام العام أو الصحة العامة أو الأخلاق. لا يوجد دين للدولة.
تخضع كل المجموعات الدينية لتدقيق الحكومة ويجب أن تُسجَّل بصورة قانونية تحت تصرف المجتمعات. ألغت الحكومة تسجيل شهود يهوه عام 1972 وكنيسة التوحيد عام 1982، ما جعلهم مجتمعات غير قانونية. يجعل هذا التعيين الحفاظ على هوية قانونية كمجموعة دينية مستحيلًا، مع وجود عواقب متعلقة بامتلاك عقارات، أو إجراء تحويلات مالية، أو عقد اجتماعات عامة.